# Harry Hill (Filmreihe)
Harry Hill war eine Detektivfilm-Reihe, die in den Jahren 1918 bis 1926 mit Valy Arnheim in der Rolle des Harry Hill als Stummfilme veröffentlicht wurde. Regie führte dabei hauptsächlich er selber; bei drei Filmen waren aber auch Willy Rath und Lorenz Bätz Spielleiter. Produktionsgesellschaften waren die Naturfilm GmbH Friedrich Müller aus Berlin, die Rhenania-Film GmbH aus Düsseldorf, der Valy Arnheim-Film des Richard Spelling und zuletzt die Valy Arnheim-Film GmbH Berlin.

## Filme
| Jahr | Seriennummer | Titel                                 | Regisseur               | Produktion                           |
| ---- | ------------ | ------------------------------------- | ----------------------- | ------------------------------------ |
| 1918 | II.          | Im Hundert-Kilometer-Tempo            | Valy Arnheim            | Naturfilm Friedrich Müller Nr. 113   |
| 1918 | III.         | Prozess Worth                         | Valy Arnheim            | Naturfilm Friedrich Müller (o. Nr.)  |
| 1919 | I.           | Aus tausend Metern Höhe               | Valy Arnheim            | Naturfilm Friedrich Müller Nr. 110   |
| 1919 | -            | Die Höllenmaschine                    | Valy Arnheim            | ungeklärt                            |
| 1919 | -            | Der Kampf in den Lüften               | Valy Arnheim            | Rhenania Film                        |
| 1919 | -            | Mit dreihundert PS Vollgas            | Valy Arnheim            | Rhenania Film                        |
| 1919 | -            | Die Todesfahrt                        | Valy Arnheim            | Rhenania Film                        |
| 1920 | -            | Maske 74                              | Valy Arnheim            | Rhenania Film                        |
| 1920 | -            | Das unbewohnte Haus                   | Valy Arnheim            | Valy Arnheim-Film (Richard Spelling) |
| 1920 | -            | Die Hochbahnkatastrophe               | Valy Arnheim            | Valy Arnheim-Film (Richard Spelling) |
| 1920 | -            | Geheimbund der Falken                 | Valy Arnheim            | Valy Arnheim-Film (Richard Spelling) |
| 1921 | -            | Das Detektivduell                     | Valy Arnheim            | Valy Arnheim-Film (Richard Spelling) |
| 1921 | -            | Erpresser                             | Valy Arnheim            | Valy Arnheim-Film (Richard Spelling) |
| 1921 | -            | Die Blitzzentrale                     | Valy Arnheim            | Valy Arnheim-Film (Richard Spelling) |
| 1921 | -            | Der Todesflieger                      | Valy Arnheim            | Valy Arnheim-Film (Richard Spelling) |
| 1921 | -            | Die Schmuggler von San Diego          | Valy Arnheim            | Valy Arnheim-Film (Richard Spelling) |
| 1922 | -            | Der Höllenreiter                      | Valy Arnheim            | Valy Arnheim-Film (Richard Spelling) |
| 1923 | -            | Harry Hill, der Herr der Welt         | Lorenz Bätz             | Valy Arnheim GmbH                    |
| 1924 | -            | Harry Hills Jagd auf den Tod (Teil 1) | Willy Rath, Lorenz Bätz | Valy Arnheim GmbH                    |
| 1924 | -            | Harry Hills Jagd auf den Tod (Teil 2) | Willy Rath, Lorenz Bätz | Valy Arnheim GmbH                    |
| 1925 | -            | Harry Hill im Banne der Todesstrahlen | Valy Arnheim            | Valy Arnheim GmbH                    |
| 1925 | -            | Harry Hill auf Welle 1000             | Valy Arnheim            | Valy Arnheim GmbH                    |
| 1926 | -            | Die Piraten der Ostseebäder           | Valy Arnheim            | Valy Arnheim GmbH                    |